# Antiguo Morelos
Antiguo Morelos là một đô thị thuộc bang Tamaulipas, México. Năm 2005, dân số của đô thị này là 8561 người.